# 下寺
下寺（しもでら）は、大阪府大阪市浪速区の町名。現行行政地名は下寺一丁目から下寺三丁目。

## 地理
大阪市浪速区の東部に位置する、松屋町筋の西に面した南北約950mの細長い町。東は松屋町筋を挟んで天王寺区下寺町および逢坂、西は阪神高速1号環状線を挟んで日本橋東、南は国道25号を挟んで天王寺区茶臼山町、北は御蔵跡通りを挟んで中央区高津とそれぞれ接する。

## 世帯数と人口
2019年（平成31年）3月31日現在の世帯数と人口は以下の通りである。
| 丁目       | 世帯数    | 人口    |
| ---------- | --------- | ------- |
| 下寺一丁目 | 844世帯   | 1,095人 |
| 下寺二丁目 | 885世帯   | 1,368人 |
| 下寺三丁目 | 1,085世帯 | 1,541人 |
| 計         | 2,814世帯 | 4,004人 |

### 人口の変遷
国勢調査による人口の推移。
| 1995年（平成7年）  | 3,051人 | [ 5 ] |  |
| 2000年（平成12年） | 3,156人 | [ 6 ] |  |
| 2005年（平成17年） | 3,171人 | [ 7 ] |  |
| 2010年（平成22年） | 3,664人 | [ 8 ] |  |
| 2015年（平成27年） | 4,244人 | [ 9 ] |  |

### 世帯数の変遷
国勢調査による世帯数の推移。
| 1995年（平成7年）  | 1,772世帯 | [ 5 ] |  |
| 2000年（平成12年） | 1,999世帯 | [ 6 ] |  |
| 2005年（平成17年） | 2,062世帯 | [ 7 ] |  |
| 2010年（平成22年） | 2,592世帯 | [ 8 ] |  |
| 2015年（平成27年） | 2,879世帯 | [ 9 ] |  |

## 事業所
2016年（平成28年）現在の経済センサス調査による事業所数と従業員数は以下の通りである。
| 丁目       | 事業所数  | 従業員数 |
| ---------- | --------- | -------- |
| 下寺一丁目 | 35事業所  | 137人    |
| 下寺二丁目 | 34事業所  | 325人    |
| 下寺三丁目 | 70事業所  | 488人    |
| 計         | 139事業所 | 950人    |

## 施設
- 愛染公園
- 西方寺（合邦辻閻魔堂）
- 梅旧院光明殿
- ライフ下寺店
- 浪速動物クリニック
- 浪速区老人福祉センター

## 交通

### 鉄道
最寄り駅は
- 大阪市高速電気軌道 (Osaka Metro) の恵美須町駅および四天王寺前夕陽ヶ丘駅。
- 阪堺電車 恵美須町駅

### 道路
高速道路
- 阪神高速1号環状線

国道
- 国道25号

主要地方道
- 大阪市道天神橋天王寺線（松屋町筋）

## その他

### 日本郵便
- 〒556-0001[3]（集配局：浪速郵便局[11]）